# Jonathan Weiner
Jonathan Weiner (New York, 26 novembre 1953) è uno scrittore, giornalista e divulgatore scientifico statunitense, vincitore del Premio Pulitzer per la saggistica nel 1995 e del National Book Critics Circle Award nel 1999.

## Biografia
Nato a New York, ha trascorso l'adolescenza a Providence dove suo padre Jerome Harris Weiner, medico, insegnava all'Università Brown. Laureato in letteratura anglo-americana ad Harvard, si è sempre interessato di argomenti di medicina e biologia e nel 1979 è diventato redattore della rivista scientifica The Sciences; ha scritto inoltre su The New Yorker, The New York Times, The American Naturalist, The New Republic, e The Washington Post. Negli anni successivi ha insegnato discipline umanistiche all'Università Rockefeller, all'Università statale dell'Arizona e all'Università di Princeton. Dal 2005 insegna "Scrittura" alla Graduate School of Journalism della Columbia University. Weiner è sposato alla scrittrice per l'infanzia Deborah Heiligman.

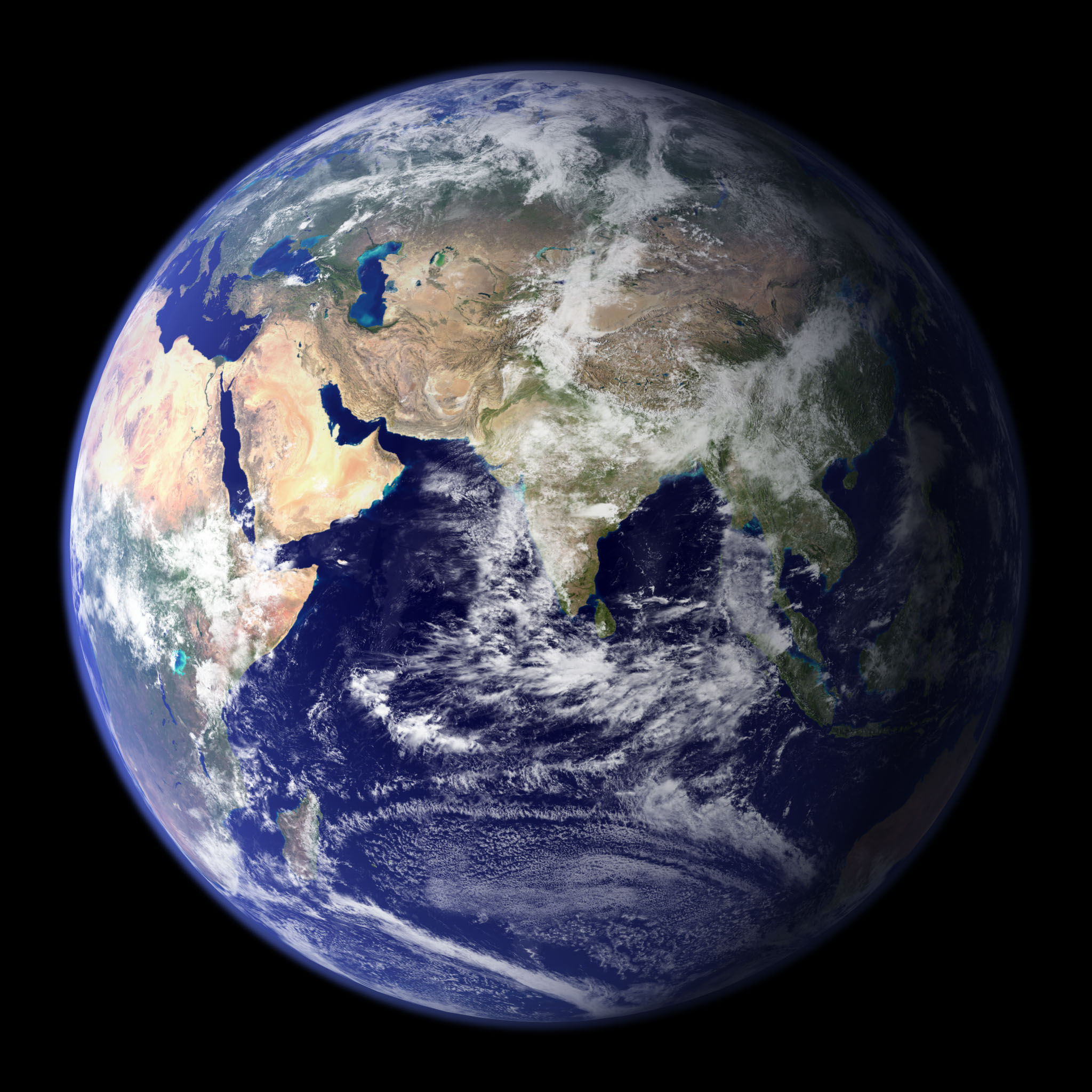
Pianeta Terra

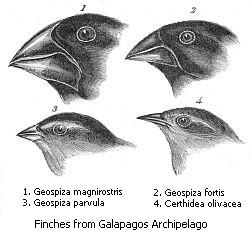
Fringuelli di Darwin

Weiner ha scritto alcuni libri di divulgazione scientifica: i primi due libri (Planeth earth del 1986 e The next one hundred years/Fra cent'anni, del 1990) sul clima (riscaldamento globale, buco nell'ozono, possibilità di un inverno nucleare, ecc.); Fra cent'anni fu candidato come "Notable Books of the Year 1990" dal New York Times. Col saggio Il becco del fringuello (The beak of the finch) del 1994, riguardante gli studi di Peter e Rosemary Grant a Daphne Mayor nelle Galápagos, Weiner vinse nel 1995 il Premio Pulitzer per la saggistica. Il libro Time, Love, Memory: A Great Biologist and His Quest for the Origins of Behavior del 1999, con il quale Weiner ha vinto il National Book Critics Circle Award per la categoria "General Nonfiction" nel 1999, è una biografia di Seymour Benzer. His Brother's Keeper del 2005 riguarda l'impatto che ha sui malati e sui familiari la Sclerosi laterale amiotrofica. Long for This World del 2010 riguarda le teorie di Aubrey de Grey sulla longevità e sui problemi legati all'invecchiamento della popolazione; anche quest'ultimo libro è stato incluso nei "100 Notable Books of the Year 2010" dal New York Times.

## Opere
- Planeth earth, Toronto etc.: Bantam books, 1986, XIV 370 p. ill.
- The next one hundred years: shaping the fate of our living earth, London etc.: Rider, 1990, 312 p.: ill.; ISBN 0712639357. Edizione in lingua italiana: Fra cent'anni, Milano: Sperling & Kupfer, 1992, 273 p. ISBN 88-200-1348-7
- The beak of the finch: a story of evolution in our time, New York: Alfred A. Knopf, 1994, 332 p. ISBN 0-679-40003-6. Edizione in lingua italiana: Il becco del fringuello: giorno per giorno l'evoluzione della specie; traduzione di Giovanna Praderio e Davide Scalmani, Milano: A. Mondadori Editore, 1995, 333 p. ISBN 88-04-34011-8
- Time, love, memory: a great biologist and his quest for the origins of behavior, London: Faber and Faber, 1999, 304 p., ISBN 0571196322 ISBN 9780571196326
- His Brother's Keeper: one family's journey to the edge of Medicine New York: Harper, 2005, ISBN 0060010088 ISBN 978-0060010089
- Long for this World: the strange science of immortality, New York: Ecco/Harper-Collins, 2010, ISBN 0060765364